# Catherine Billioni
Catherine-Ursule Bussa, känd under sitt artistnamn Billioni, född Placide 1748, död 1783, var en italiensk operasångare, skådespelare och balettdansare. 
Hon var född i Nancy som dotter till balettdansarna Placide och Carmina Spinacuta. Hon engagerades vid åtta års ålder i baletten vid Comédie Italienne i Paris. 
Mellan 1764 och 1767 var hon engagerad vid La Monnaie i Bryssel. Hon gifte sig 1765 med balettdansaren Michel Billioni, känd under artistnamnet Billioni, och blev därför känd som "Madame Billioni". 
Hon engagerades 1767 åter vid Comédie Italienne, då hennes make utnämndes till balettmästare där, och hade sedan en framgångsrik karriär vid den scenen som operasångare och skådespelare.